# دردنيل (أركنساس)
دردنيل (بالإنجليزية: Dardanelle, Arkansas)‏ هي مدينة تقع في مقاطعة ييل، أركنسو بولاية أركنساس في الولايات المتحدة. تبلغ مساحة هذه المدينة 7.9 (كم²)، وترتفع عن سطح البحر 101 م، بلغ عدد سكانها 4745 نسمة في عام 2010 حسب إحصاء مكتب تعداد الولايات المتحدة.

## التركيبة السكانية
حدّد مكتب تعداد الولايات المتحدة بيانات التركيبة السكانية لدردنيل في تعداد الولايات المتحدة. في ما يلي، التركيبة السكانية حسب تعدادي 2000 و2010.

### تعداد عام 2000
بلغ عدد سكان دردنيل 4,228 نسمة بحسب تعداد عام 2000، وبلغ عدد الأسر 1,605 أسرة وعدد العائلات 1,078 عائلة مقيمة في المدينة. في حين سجلت الكثافة السكانية 447.9 نسمة لكل كيلومتر مربع (1,160.1/ميل2). وبلغ عدد الوحدات السكنية 1,747 وحدة بمتوسط كثافة قدره 185.1 لكل كيلومتر مربع (479.4/ميل2).
وتوزع التركيب العرقي للمدينة بنسبة 75.24% من البيض و4.64% من الأمريكيين الأفارقة و0.54% من الأمريكيين الأصليين و0.43% من الأمريكيين ذوي الأصول الآسيوية و0.09% من سكان جزر المحيط الهادئ و16.65% من الأعراق الأخرى و2.41% من عرقين مختلطين أو أكثر و21.48% من الهسبانيون أو اللاتينيون من أي عرق.
بلغ عدد الأسر 1,605 أسرة كانت نسبة 37.5% منها لديها أطفال تحت سن الثامنة عشر تعيش معهم، وبلغت نسبة الأزواج القاطنين مع بعضهم البعض 47.9% من أصل المجموع الكلي للأسر، ونسبة 14.1% من الأسر كان لديها معيلات من الإناث دون وجود شريك،  بينما كانت نسبة 5.1% من الأسر لديها معيلون من الذكور دون وجود شريكة وكانت نسبة 32.8% من غير العائلات. تألفت نسبة 29.2% من أصل جميع الأسر من عدة أفراد يعيشون في نفس المنزل ونسبة 15.3% كانت تتألف من شخص يعيش بمفرده يبلغ من العمر 65 عاماً أو أكثر. وبلغ متوسط حجم الأسرة المعيشية 2.56، أما متوسط حجم العائلات فبلغ 3.12.
بلغ العمر الوسطي للسكان 34.8 عاماً. وكانت نسبة 25.4% من القاطنين تحت سن الثامنة عشر، وكانت نسبة 9.7% بين الثامنة عشر والرابعة والعشرين عاماً، ونسبة 28.1% كانت واقعةً في الفئة العمرية ما بين الخامسة والعشرين والرابعة والأربعين عاماً، ونسبة 19.5% كانت ما بين الخامسة والأربعين والرابعة والستين، ونسبة 14.3% كانت ضمن فئة الخامسة والستين عاماً فما فوق. يوجد لكل 100 أنثى 94.0 ذكر، ويوجد لكل 100 أنثى في الثامنة عشر من عمرها فما فوق 88.0 ذكر.
بلغ متوسط دخل الأسرة في المدينة 25,727 دولارًا، أما متوسط دخل العائلة فبلغ 30,457 دولارًا. وكان متوسط دخل الذكور 21,138 دولارًا مقابل 17,370 دولارًا للإناث. وسجل دخل الفرد الخاص بالمدينة 14,583 دولارًا. وكانت نسبة 14.9% من العائلات ونسبة 19.6% من السكان تحت خط الفقر، وكان من هؤلاء نسبة 27.1% تحت سن الثامنة عشر ونسبة 14% في الخامسة والستين من العمر وما فوق.

### تعداد عام 2010
بلغ عدد سكان دردنيل 4,745 نسمة بحسب تعداد عام 2010، وبلغ عدد الأسر 1,680 أسرة وعدد العائلات 1,116 عائلة مقيمة في المدينة. في حين سجلت الكثافة السكانية 502.6 نسمة لكل كيلومتر مربع (1,301.7/ميل2). وبلغ عدد الوحدات السكنية 1,877 وحدة بمتوسط كثافة قدره 198.8 لكل كيلومتر مربع (514.9/ميل2).
وتوزع التركيب العرقي للمدينة بنسبة 80.30% من البيض و3.69% من الأمريكيين الأفارقة و0.72% من الأمريكيين الأصليين و0.59% من الأمريكيين ذوي الأصول الآسيوية و0.02% من سكان جزر المحيط الهادئ و12.20% من الأعراق الأخرى و2.49% من عرقين مختلطين أو أكثر و36.14% من الهسبانيون أو اللاتينيون من أي عرق.
بلغ عدد الأسر 1,680 أسرة كانت نسبة 39.7% منها لديها أطفال تحت سن الثامنة عشر تعيش معهم، وبلغت نسبة الأزواج القاطنين مع بعضهم البعض 42.4% من أصل المجموع الكلي للأسر، ونسبة 15.8% من الأسر كان لديها معيلات من الإناث دون وجود شريك،  بينما كانت نسبة 8.3% من الأسر لديها معيلون من الذكور دون وجود شريكة وكانت نسبة 33.6% من غير العائلات. تألفت نسبة 27.6% من أصل جميع الأسر من عدة أفراد يعيشون في نفس المنزل ونسبة 13.5% كانت تتألف من شخص يعيش بمفرده يبلغ من العمر 65 عاماً أو أكثر. وبلغ متوسط حجم الأسرة المعيشية 2.74، أما متوسط حجم العائلات فبلغ 3.33.
بلغ العمر الوسطي للسكان 32.4 عاماً. وكانت نسبة 28.7% من القاطنين تحت سن الثامنة عشر، وكانت نسبة 9.9% بين الثامنة عشر والرابعة والعشرين عاماً، ونسبة 27.6% كانت واقعةً في الفئة العمرية ما بين الخامسة والعشرين والرابعة والأربعين عاماً، ونسبة 19.4% كانت ما بين الخامسة والأربعين والرابعة والستين، ونسبة 14.5% كانت ضمن فئة الخامسة والستين عاماً فما فوق. وتوزع التركيب الجنسي للسكان بنسبة 48.9% ذكور و51.1% إناث.

## أعلام
- جيم كالدويل
- غويندولين ويلسون فولر
- جوني كاربنتر

## وصلات خارجية
- The US50 - Cities and Towns in Arkansas State
- 2012 United States Census Estimate